# Tri Brata (Kamčatka)
I Tri Brata (in lingua russa Три Брата; letteralmente in italiano "tre fratelli"), sono un gruppo di faraglioni sulla costa sud-orientale pacifica della penisola della Kamčatka, in Russia. Amministrativamente appartengono al Territorio della Kamčatka (Circondario federale dell'Estremo Oriente).

## Geografia
I tre faraglioni si trovano all'ingresso della baia dell'Avača, vicino a capo Majačnyj, a 300 m dalla costa. Sono il simbolo della baia e della città di Petropavlovsk-Kamčatskij. Già noti nel 1737, una loro descrizione appare nel libro Viaggio nella parte nord-orientale della Siberia. Mare Artico e oceano Orientale di Gavriil Andreevič Saryčev.
Non si devono confondere con gli omonimi scogli Tri Brata (скалы Три Брата; "scogli tre fratelli"), che si trovano nell'arcipelago della Novaja Zemlja, vicino alla costa orientale dell'isola Južnyj, a nord dell'isola di Fëdor (Mar Glaciale Artico); o con le isole Tri Brata nell'arcipelago di Nordenskiöld (Mare di Kara); o ancora con il gruppo di scogli Tri Brata a est della penisola Starickij, vicino a capo Vostočnyj, nella baia del Tauj (Mare di Ochotsk).

## Note

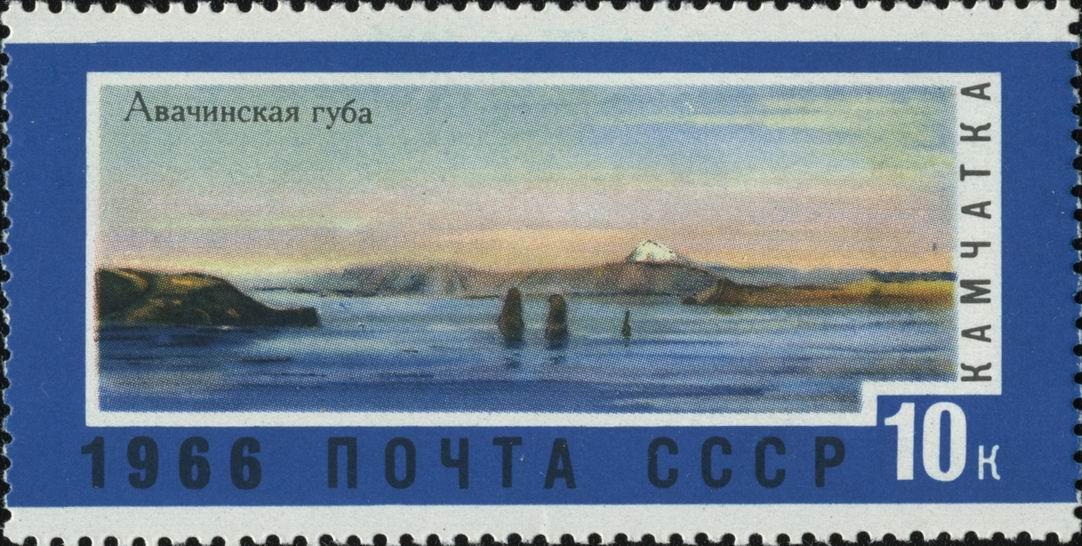
Riproduzione della baia dell'Avača su di un francobollo dell'URSS del 1966.